# Єврейська філософія
Єврейська філософія — філософія, яка спирається на єврейську традицію, але не зводиться до неї. За професором Елізаром Берковичем, жоден єврейський мислитель ніколи не починав з самого початку, оскільки юдаїзм вже існує в той момент, коли філософ починає своє дослідження.
Існує й ширший підхід до розуміння сутності єврейської філософії. Він ототожнює єврейську філософію з будь-яким видом рефлексії думки тих, хто вважають себе євреями. Загалом філософи, євреї за походженням, які не розглядають проблематику юдаїзму чи у творчості яких не відображені специфічні єврейські проблеми, зазвичай не вважаються представниками єврейської філософії.

## Основні етапи розвитку єврейської філософії
У розвитку єврейської філософії виділяють шість основних періодів: найдавніший період (період Тори), елліністичний, середньовічну єврейську філософію, єврейську філософію епохи Відродження, єврейську філософію Нового часу і сучасний період.

### Найдавніший період

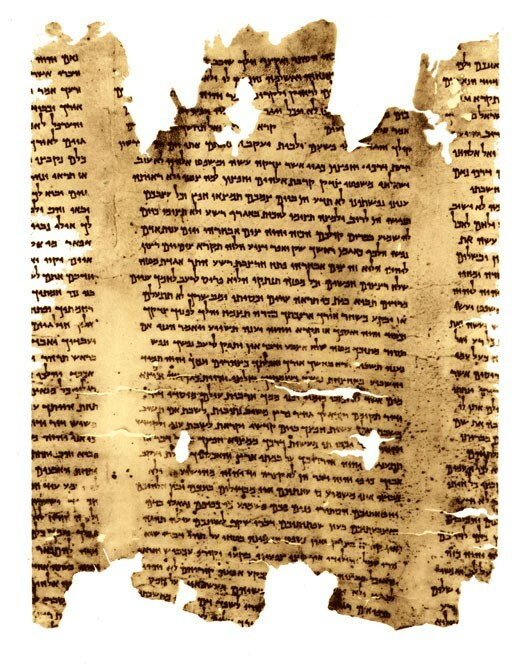
Кумранські рукописи містять найдавніші відомі редакції старозавітних текстів

Найдавніший період у розвитку єврейської філософії тісно пов'язаний і багато в чому збігається з періодом написання священних текстів Танаха (Біблії, Старого завіту) і формуванням юдейського канону. Багато книжок Старого завіту містять в собі певні погляди на предмети, що відносяться до області філософії, певні уявлення про Бога, людей і світ, про ставлення людини до самої себе, до інших людей, до світу в цілому і до Бога як абсолютної першооснови. З одного боку, Танах є найзначнішим результатом розвитку давньоєврейської релігійно-філософської думки, який тривав протягом усього I тисячоліття до нашої ери. З іншого боку, метафізика, антропологія, етика Танаху послужили головним джерелом і фундаментом для всієї подальшої історії єврейської філософії.
На думку деяких дослідників, однією з особливостей філософського підходу давніх євреїв є те, що ці погляди не викладаються систематично. Довго було прийнято вважати, що у Танаху немає ані спеціальної термінології, ані формальних аргументів, які обґрунтовують ті чи інші метафізичні уявлення. Як зазначає В. Сорокін, біблійні автори аж ніяк не цуралися богословських або філософських питань, та ніхто з них ніколи не намагався викласти для своїх слухачів або читачів цільну і закінчену філософську чи теологічну систему.